# 長大 (音樂專輯)
《長大》是香港歌手許廷鏗的第三張大碟，是他繼《Blue藍調》後在2012年發行的第二張專輯，本定於2012年11月推出，後順延至12月13日發行。其第一主打為在9月5日派台的《重新長大》。

## 背景
是次專輯以「長大」為主題，原因在於在收歌時期裡，有部分歌曲都是圍繞著「長大」而創作的，而許廷鏗也為部分歌曲填上了與「長大」相關的歌詞，同時也會藉著各種方面的曲風或唱腔元素去闡述不同形式的成長。
在這張專輯的錄音當中，他認為他是在對歌詞有深刻的了解後，才去灌錄歌曲，務求他的感情能滲入歌曲裡。

## 曲目
| 曲序     | 曲目         |                         | 作曲     | 编曲     | 製作人        | 备注                                        | 时长  |
| -------- | ------------ | ----------------------- | -------- | -------- | ------------- | ------------------------------------------- | ----- |
| 1.       | 重新長大     | 許廷鏗 曾紀諾 Kennedy 7 | 伍樂城   | 朱俊傑   | 伍樂城        | 第一主打                                    | 3:32  |
| 2.       | 蝸居         | 劉卓輝                  | 蕭恆嘉   | 嚴勵行   | 嚴勵行        | 第二主打 國語版為胡夏《燃點》專輯的《燃點》 | 3:52  |
| 3.       | 歲月         | 許廷鏗 劉卓輝           | 黃安弘   | 嚴勵行   | 嚴勵行        |                                             | 3:31  |
| 4.       | 光害         | 天旋                    | 天旋     | 劉以達   | 嚴勵行        |                                             | 3:40  |
| 5.       | 最喜歡不是我 | 張美賢                  | 張家誠   | 張家誠   | 韋景雲        |                                             | 4:23  |
| 6.       | 愛到透明     | 林夕                    | 陳輝陽   | 陳輝陽   | 陳輝陽        | 第五主打                                    | 3:27  |
| 7.       | 雨傘         | 劉卓輝                  | 陳威全   | 嚴勵行   | 嚴勵行        |                                             | 3:38  |
| 8.       | 回味         | 劉卓輝                  | 陳威全   | 韋景雲   | 何哲圖 韋景雲 |                                             | 4:06  |
| 9.       | 小島         | 劉卓輝                  | 陳威全   | 嚴勵行   | 嚴勵行        |                                             | 3:32  |
| 10.      | 青春頌       | 藍奕邦                  | 藍奕邦   | 嚴勵行   | 嚴勵行        | 第三主打 新城電台「勁爆兒歌榜」冠軍歌曲     | 4:40  |
| 11.      | 負借口（國） | 林夕                    | 陳輝陽   | 陳輝陽   | 陳輝陽        | 第四主打（只派往TVB）                       | 3:26  |
| 总时长： | 总时长：     | 总时长：                | 总时长： | 总时长： | 总时长：      | 总时长：                                    | 41:53 |

### 各曲目簡介
1. 重新長大
  - 由曾紀諾、許廷鏗及其七位中學同學負責填詞，道出他出來社會時受到的中傷與看輕的感覺，藉此提醒自己別遺忘他的初衷[12]。
2. 蝸居
  - 改編自中國內地歌手胡夏《燃點》專輯中的《燃點》。
  - 許廷鏗認為這首歌比較慘情，覺得聽眾會比較習慣[12]。
3. 歲月
  - 於2012年11月22日錄製，12月7日播放的《Music Café》的首次曝光[13][14]。
  - 初時計劃為第二主打[註 5]，最後並未派台。
4. 光害
  - 於2012年8月4日的《EPS iDO love music》音樂會首次曝光。
5. 最喜歡不是我
  - 這首歌在專輯廣告中被稱為「重點推介」[1]。
6. 愛到透明
  - 首次與陳輝陽及林夕合作之作品，類似R&B曲風，部分位置也運用了Ad libitum的歌曲[12]。
7. 雨傘
  - 許廷鏗稱之為「比較大眾化一些的情歌」[12]。
8. 回味
  - 改編自馬來西亞歌手陳威全《傾聽》專輯中的《傾聽》。
9. 小島
10. 青春頌
  - 於2012年11月22日錄製，12月7日播放的《Music Café》的首次曝光[13][14]，另有國語版本[15]。
11. 負借口
  - 《愛到透明》的國語版本。

## 唱片版本
香港
第一版（SS0033/34/CD+DVD/長版本包裝）HKD$100
- CD：11曲收錄 + DVD：《重新長大》、《歲月》MV
- 部分贈海報（共兩款，隨機送贈）

第一版再印（SS0033/34/CD+DVD/長版本包裝）HKD$105
- CD：11曲收錄 + DVD：《重新長大》、《歲月》MV

## 音樂錄影帶
| 歌名     | 執導              | 首播日期       | 頻道    | 附註                                         |
| -------- | ----------------- | -------------- | ------- | -------------------------------------------- |
| 重新長大 | Jacky @ Concept X | 2012年10月24日 | TVB     | YouTube上的重新長大MV - 許廷鏗 (HD)          |
| 蝸居     | Jacky @ Concept X | 2013年1月16日  | TVB     | YouTube上的蝸居MV - 許廷鏗 (HD)              |
| 歲月     | 詹可達            | 2012年12月13日 | YouTube | YouTube上的歲月MV - 許廷鏗 (HD)              |
| 愛到透明 | 詹可達            | 2013年4月12日  | Youtube | YouTube上的愛到透明MV - 許廷鏗 (HD)          |
| 青春頌   | 詹可達            | 2013年4月9日   | TVB     | YouTube上的青春頌MV - 許廷鏗 (HD)            |
| 負借口   | 詹可達            | 2013年5月2日   | TVB     | YouTube上的許廷鏗 Alfred Hui - 負借口 Let Go |

## 成績

### 派台歌

#### 香港

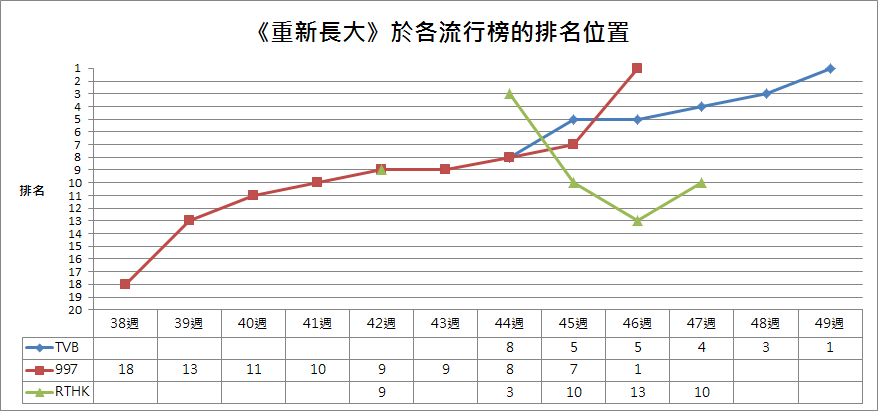
《重新長大》派台排名位置圖

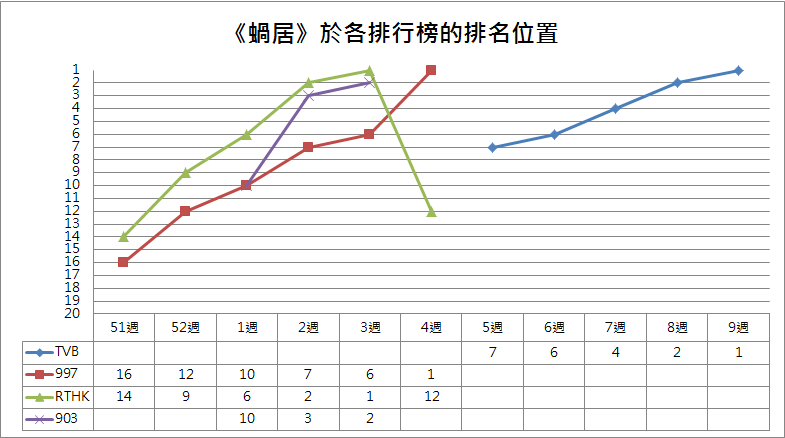
《蝸居》派台排名位置圖

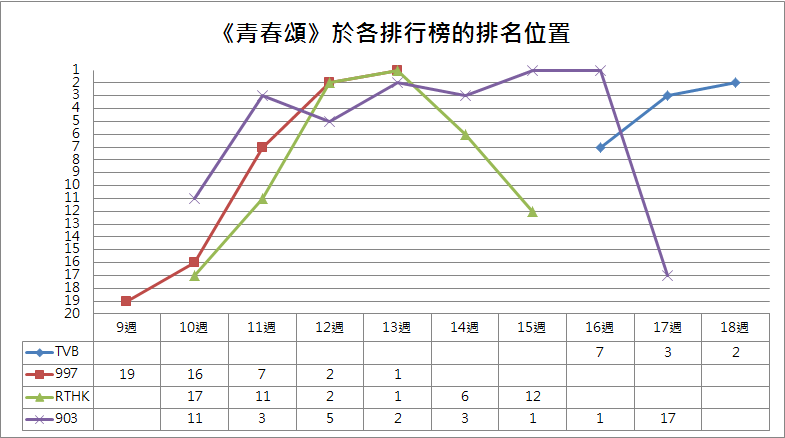
《青春頌》派台排名位置圖

| 年份 | 歌曲     | 最高排名      | 最高排名 | 最高排名  | 最高排名 | 最高排名    | 最高排名 | 最高排名 | 最高排名 |
| 年份 | 歌曲     | 903           | 週數     | TVB       | 週數     | 997         | 週數     | RTHK     | 週數     |
| ---- | -------- | ------------- | -------- | --------- | -------- | ----------- | -------- | -------- | -------- |
| 2012 | 重新長大 | -             | -        | 1         | 6        | 1           | 9        | 3        | 5        |
| 2012 | 蝸居     | 2             | 3        | 1         | 5        | 1           | 6        | 1        | 6        |
| 2013 | 青春頌   | 1（雙周冠軍） | 8        | 2         | 4        | 1           | 5        | 1        | 6        |
| 2013 | 負借口   | -             | -        | 1（TVB8） | 7        | 2（國語力） | 6        | -        | -        |
| 2013 | 愛到透明 | -             | -        | -         | -        | -           | -        | 13       | 3        |

#### 馬來西亞
| 年份 | 歌曲     | 988 |
| 2013 | 重新長大 | 8   |

(*)表示仍在榜上
粗體表示冠軍歌

### 專輯排名
在13日發售的《長大》專輯，首週（12月12日–12月18日）除了在「香港唱片 CD Top 10」排行榜以外，都獲得第二名，僅次於方大同早一日推出的國語專輯《回到未來 Back To Wonderland》。
| 銷售榜單               | 週次成績 | 週數# / 計算時間                              | 最佳成績 |
| ---------------------- | -------- | --------------------------------------------- | -------- |
| hmv亞洲音樂排行榜      | #2       | 2012年12月12日–12月18日                       | #1       |
| hmv亞洲音樂排行榜      | #1       | 2012年12月19日–12月25日                       | #1       |
| hmv亞洲音樂排行榜      | #5       | 2012年12月26日–2013年1月1日                   | #1       |
| hmv亞洲音樂排行榜      | #13      | 2013年1月2日–2013年1月7日                     | #1       |
| hmv亞洲音樂排行榜      | #16      | 2013年1月16日–2013年1月22日                   | #1       |
| hmv亞洲音樂排行榜      | #16      | 2013年1月23日–2013年1月29日                   | #1       |
| hmv國粵語音樂排行榜    | #2       | 2012年12月12日–12月18日                       | #1       |
| hmv國粵語音樂排行榜    | #1       | 2012年12月19日–12月25日                       | #1       |
| hmv國粵語音樂排行榜    | #5       | 2012年12月26日–2013年1月1日                   | #1       |
| hmv國粵語音樂排行榜    | #10      | 2013年1月2日–2013年1月7日                     | #1       |
| hmv國粵語音樂排行榜    | #12      | 2013年1月23日–2013年1月29日                   | #1       |
| hmv國粵語音樂排行榜    | #20      | 2013年1月30日–2013年2月5日                    | #1       |
| hmv國粵語音樂排行榜    | #19      | 2013年2月6日–2013年2月12日                    | #1       |
| CD Warehouse CD Top 10 | #2       | 2012年12月12日–12月18日                       | #2       |
| CD Warehouse CD Top 10 | #4       | 2012年12月19日–12月25日                       | #2       |
| CD Warehouse CD Top 10 | #8       | 2012年12月26日–2013年1月1日                   | #2       |
| CD Warehouse CD Top 10 | #9       | 2013年1月15日–2013年1月22日                   | #2       |
| 香港唱片商會銷量榜     | #2       | #51 / 2012年12月12日–12月18日                 | #2       |
| 香港唱片商會銷量榜     | #7       | #52及#1（2013） / 2012年12月19日–2013年1月1日 | #2       |
| 香港唱片商會銷量榜     | #7       | #3（2013） / 2013年1月9日–2013年1月15日       | #2       |
| Sky Music天空銷量榜    | #2       | 2012年12月10日–12月16日                       | #2       |
| Sky Music天空銷量榜    | #5       | 2012年12月17日–12月23日                       | #2       |
| 香港唱片 CD Top 10     | #8       | 2012年12月12日–12月18日                       | #3       |
| 香港唱片 CD Top 10     | #7       | 2012年12月26日–2013年1月1日                   | #3       |
| 香港唱片 CD Top 10     | #3       | 2013年1月21日–2013年1月27日                   | #3       |

### 收費網站排名

#### 專輯
| 最高排名 | 最高排名      | 最高排名      | 最高排名      |
| Moov     | kkbox（日榜） | kkbox（週榜） | kkbox（月榜） |
| -------- | ------------- | ------------- | ------------- |
| 3        | 1             | 1             | 4             |

#### 單曲
| 歌曲         | 最高排名 | 最高排名      | 最高排名      | 最高排名      |
| 歌曲         | Moov     | kkbox（日榜） | kkbox（週榜） | kkbox（月榜） |
| ------------ | -------- | ------------- | ------------- | ------------- |
| 重新長大     | 12       | 3             | 3             | 6             |
| 蝸居         | 3        | 13            | 18            | 23            |
| 最喜歡不是我 | -        | 30            | 35            | 46            |
| 青春頌       | 10       | 10            | 14            | 26            |
| 歲月         | 98       | 48            | 51            | 79            |
| 愛到透明     | -        | 54            | 57            | 86            |
| 光害         | -        | 61            | 74            | -             |
| 雨傘         | -        | 67            | 82            | -             |
| 回味         | -        | 76            | 93            | -             |

## 評價
《明報周刊》的譚傑宏認為《長大》專輯能讓聽眾聽得出許廷鏗個人的唱腔與風格，比他上一張大碟《Blue藍調》出色。而《Yes!》雜誌中未註明作者的評論則認為雖然《長大》專輯封面並無創意，但專輯中前半部分歌曲能讓人留下深刻印象，並期望他能與下一張專輯演繹快歌。

## 活動記錄

### 宣傳
- 12月14日，許廷鏗參與叱吒903《叱咤樂壇》專訪。
- 12月14日，第368期《U magazine》雜誌出版，內有關於本專輯的專訪——〈悲歌之王不是我〉。
- 12月18日，許廷鏗參與叱咤903《聽不停》專訪[25]。
- 12月26日，許廷鏗參與雷霆881《1圈圈》專訪。
- 1月1日，許廷鏗參與雷霆881／叱吒903《有誰共鳴》專訪。
- 1月5日，許廷鏗參與香港電台第二台《騷動音樂》專訪[26]。
- 1月8日，許廷鏗參與叱咤903《早霸王》專訪。
- 1月9日，許廷鏗參與香港電台第二台《Gimme 5》專訪。
- 1月12日，許廷鏗參與雷霆881《雷霆音樂圈》專訪。
- 1月13日及14日，許廷鏗參與新城知訊台《寂寞「留聲」群》專訪。

### 活動

#### 簽名會

一張《長大》簽唱會的簽名證件

| 日期               | 地點                     | 備註          |
| 2012年12月22日(六) | 九龍灣MegaBox            | [ 27 ] [ 28 ] |
| 2012年12月25日(二) | 觀塘apm                  | [ 29 ]        |
| 2013年1月26日(六)  | 東莞潮匯星城（中國內地） | [ 30 ]        |

## 獎項
- 《重新長大》——《2012勁歌金曲優秀選第三回》優秀選得獎金曲[31]、《2012年度新城勁爆頒獎禮》新城勁爆歌曲[32]、《2012年度十大勁歌金曲頒獎典禮》十大勁歌金曲[33]
- 《蝸居》——《2013年度勁歌金曲頒獎典禮》勁歌金曲第十四位
- 《青春頌》——《2013勁歌金曲優秀選第一回》優秀選得獎金曲[34]、《2013年度叱咤樂壇流行榜頒獎典禮》專業推介．叱咤十大第三位[35]、《第三十六屆十大中文金曲》十大中文金曲、《2013年度勁歌金曲頒獎典禮》勁歌金曲第四位、「新城勁爆兒歌頒獎禮2012」新城勁爆兒歌及新城勁爆兒歌男歌手
- 《負藉口》——《2013年度TVB8金曲榜頒獎典禮》TVB8金曲榜金曲獎